# 千阪健介
千阪 健介（ちさか けんすけ、1997年11月30日 - ）は、日本の元俳優。埼玉県出身。アミューズに所属していた。

## 出演

### 映画
- 恋極星（2009年） - 舟曳颯太（幼少） 役
- さよなら夏休み（2010年） - 幸田裕史 役
- GANTZ（2011年） - 加藤歩 役

### テレビドラマ
- マイ☆ボス マイ☆ヒーロー（2006年、日本テレビ） - 榊真喜男（幼少） 役
- イヌゴエ（2006年、テレビ神奈川）
- スミレ16歳!!（2008年、BSフジ）
- ごくせん 第3シリーズ（2008年、日本テレビ） - 風間廉（幼少） 役
- 白虎隊〜敗れざる者たち（2013年1月2日、テレビ東京） - 永瀬雄次 役
- ビンタ!〜弁護士事務員ミノワが愛で解決します〜（2014年、読売テレビ） - 中園裕太 役
- 荒地の恋（2016年） ‐ 北沢尚 役

### テレビ番組
- 137億年の物語（2013年、テレビ東京）

### ラジオ
- 全国こども電話相談室・リアル!（2008年、TBSラジオ）

### CM
- 三菱自動車「アウトランダー」

### PV
- GReeeeN「HEROES」（2013年）